# Сперанская, Юлия Карповна
Юлия Карповна Сперанская (настоящая фамилия Антипова; 1898—1982) — русская актриса театра и кино.

## Биография
Была ученицей и главной партнершёй по сцене дуэта Братья Адельгейм.
В 1928—1929 актриса Калужского театра. В 1938 году выступала на сцене Энгельсского русского драматического театра.
Написала книгу воспоминаний «Братья Адельгейм», вышедшую уже после смерти актрисы в 1987 году.
Дочь — балерина Наталья Васильевна Чидсон (1916—2008) от брака с Василием Чидсоном, умершим, когда дочери было два года:

Моя мать, Юлия Карповна Сперанская, была драматической актрисой. Её семья русская. О себе мама рассказала в книге «Братья Адельгейм». Она была их ученицей и главной партнёршей по сцене. Мама вторично вышла замуж в 1922 году, за адвоката, поляка по национальности. Фамилия Мечислава Иеронимовича, моего отчима, потребует немало места в строке. Она звучит — Шонович-Погорский-Забава-Пясецкий.— Наталья Чидсон. «Радость горьких лет»
С 1946 по 1953 год Сперанская была тёщей Николая Эрдмана.
Также была замужем за Григорием (Гарри) Александровичем Никольским (1889—1957) — актёром, директором Театра братьев Адельгейм.
Писала стихи.

## Фильмография
- В руках беспощадного рока (1914)
- Польская кровь (1914) — дочь польского магната
- Королева лохмотьев (1915)